# Power Station Jaworzno
Power Station Jaworzno foi construída na cidade de Jaworzno, Polónia. Tem 300 m (984 pés) de altura e é actualmente a 42ª torre mais alta do mundo.